# خضر بولاق
خضر بولاق وهي قرية تقع في ناحية ليلان (قرة حسن) في محافظة كركوك شمال العراق.